# براد فورد
براد فورد (بالإنجليزية: Brad Ford)‏ هو لاعب كرة قدم أمريكية أمريكي، ولد في 11 يناير 1974 في ألكسندر سيتي في الولايات المتحدة.

## وصلات خارجية
- براد فورد على موقع مرجع كرة القدم المحترفة.كوم (الإنجليزية)
- براد فورد على موقع كلية كرة القدم في سبورتس رفرنس.كوم (الإنجليزية)